# هارالد بيكر
هارالد بيكر (بالإنجليزية: Harald Baker)‏ هو لاعب اتحاد الرغبي أسترالي، ولد في 29 سبتمبر 1882 في بادينغتون ‏ في أستراليا، وتوفي في 17 أكتوبر 1962.